# ایزابلا گومز
ایزابلا گومز (اسپانیایی: Isabella Gomez‎؛ زادهٔ ۹ فوریهٔ ۱۹۹۸) هنرپیشه اهل کلمبیا است. وی از سال ۲۰۱۴ میلادی تاکنون مشغول فعالیت بوده‌است.